# قوط شرقيون
القوط الشرقيون (باللاتينية: Ostrogoth) هم قبائل جرمانية شرقية عاشت في أوروبا وكان لها تأثيرا في الأحداث السياسية التي عصفت بالإمبراطورية الرومانية.

## تاريخ
القوط هم قبائل جرمانية شرقية (يرجح انها) تنحدر من سكندنافيا. وفي القرن الأول الميلادي هاجرت قبائل القوط جنوباً إلى منطقة فيستولا في بولندا، ثمّ استقرا في أحد مناطق سكيثيا (كرواتيا) التي اطلقوا عليها اسم «أُيُم» (Oium) أي مدينة الماء - وكل هذا وفق رواية يوردانس - وفي القرن الثاني الميلادي اتخذوا من مدينة آرهايمار (Árheimar أي «موطن النهر») عاصمة لمملكتهم الناشئة، وقد أنضم للقوط العديد من القبائل الرعوية المقاتلة، وكان للقوط هيبة ورهبة بين القبائل ربما بسبب أنهم كانوا يضحون بآسري المعارك كأضاحي لآلهم «تايز». في القرن الرابع اعتنق القوط المسيحية وتخذوا الآريوسية مذهبا لهم (وهو مذهب يختلف مع مذهب الإمبراطورية الرومانية التي تبنّت الكاثوليكية). وفي القرن الثالث انقسم القوط إلى فرعين أساسيين:
1. القوط الشرقيون (باللاتينية: Ostrogoth).
2. القوط الغربيون (باللاتينية: Visigoth).

## الأصل والنشأة
نشأوا في الأصل في مقاطعة داقية (رومانيا) - والتي هجرها الرومان ليتفرغوا للدفاع عن حدودهم، ثم توسعت إلى مولدوفا، وبدءً من سنة 370 ميلادية دخلوا في حروب طاحنة ضد قوي الهون المتصاعدة، واشتبكوا مع جيوش الملك الرهيب آتيلا لحماية أملاكهم في شبه جزيرة البلقان، بل وتحالفوا مع الامبراطورية الرومانية الغربية ضد آتيلا واستطاعا هزيمته في معركة شالونس سنة 451. وعلي الرغم من هزائم القوط الشرقيين المتلاحقة أمام الهون، إلا أنهم استطاعوا التخلص من هيمنتهم، وكسروا شوكتهم في معركة نيداو سنة 454، فكافأهم الإمبراطور الروماني الغربي بإسكانهم مقاطعة بانونيا.

## ثيودوريك العظيم
يعتبر ثيودوريك العظيم اعظم من حكم مملكة القوط الشرقية، فقد ولد سنة 454 بعد معركة نيداو، وتربى في القسطنطينية وهناك تعلم الحضارة الرومانية، ودرس في جامعات القسطنطينية، أما عن إنجازاته: فبعد توليه العرش خلفا لوالده استطاع هزيمة حاكم إيطاليا الجرماني أوداكار -الذي قضى على الامبراطورية الغربية- وبذلك استولى على إيطاليا ودالماسيا، وقد كان ثيودريك يتمتع بحنكة سياسية، فأقام علاقات ودية مع ملوك الفرنجة، فقد تزوج أخت كلوفيس ملك الفرنجة، كما أصبح الحاكم الفعلي لمملكة القوط الغربية، وبذلك يمكن القول بأن ثيودريك استطاع توحيد ممالك القوط من جديد، كما أوقف غارات الوندال، وذلك بتهديد ملك الوندال العجوز ثرساسموند. وفي سنة 526 مات ثيودريك ودفن في رافينا عاصمة مملكته في ضريح عظيم لا يزال موجود حتى الآن.
ضريح ثيودريك برافيينا.

## تداعي الدولة بعد ثيودريك
لم يقو خلفاء ثيودريك على الحفاظ على إنجازات أبيهم، فانقسمت الدولة إلى مما كانت عليه قبل ثيودريك، فانقسمت إلى شرقية وغربية، كما دب الخلاف داخل العائلة الحاكمة.
شجعت كل هذه العوامل الدولة الرومانية البيزنطية على القيام بحملة للقضاء على القوط الشرقيين والاستيلاء على ممتلكاتهم، خصوصا مع تولي الإمبراطور جستنيان الحكم والذي كان يسعي إلى توحيد الامبراطورية الرومانية ثانية، فجهز حملة إلى إيطاليا سنة 536 بقيادة نارسيس والقائد العظيم بليزاريوس، واستطاعت الاستيلاء على صقلية وميلانو وروما، وفي سنة 540 استولى الرومان على رافينا عاصمة القوط، وفي سنة 552 قتل الملك توتيلا، وبمقتله زالت دولة القوط الشرقيين.